# Stony Point, New York
Stony Point är en kommun i Rockland County i delstaten New York, USA.